# 科摩羅國際航空
科摩羅國際航空是一間科摩羅的航空公司，現已結業。結業前，提供國際航線往法國和中東，以及東非、南部非洲和印度洋國家。

## 歷史
航空公司成立於2004年及在11月開始提供服務。航空公司是由科摩羅政府(60%)及波旁航空(40%)擁有。航空公司於2006年中止運營。

## 服務

### 南部非洲
- 馬達加斯加
  - 馬任加
  - 塔那那利佛
  - 努西成為
- 坦桑尼亞
  - 達累斯薩拉姆
  - 桑吉巴爾
- 南非
  - 約翰內斯堡

### 東部非洲
- 肯尼亞
  - 蒙巴薩
  - 內羅畢

### 中東
- 阿拉伯聯合酋長國
  - 迪拜

### 歐洲
- 法國
  - 馬賽
  - 巴黎－奧利

### 印度洋
- 馬約特
  - 藻德濟
- 毛里裘斯
  - 路易港
- 留尼旺
  - 聖皮埃爾

## 國內目的地
- 昂儒昂機場
- 莫埃利島機場

## 機隊
航空公司服務以下國內目的地(2006年9月)：
- 1 波音737-400
- 1 波音767-300ER